# اوا گونزالز
اوا ماریا گونزالز فرناندز (به اسپانیایی: Eva María González Fernández) (زاده ۵ نوامبر ۱۹۸۰) بازیگر، مجری تلویزیون،مدل و ملکه زیبایی اسپانیایی است.
او در سال ۲۰۰۳ دختر شایسته اسپانیا شد.